# Виды обуви
Наиболее значимый признак классификации обуви — её вид. Согласно ГОСТ 23251-83 «Обувь. Термины и определения» к видам обуви относятся: сапоги, сапожки, полусапоги, полусапожки, ботинки, полуботинки, туфли, сандалии, туфли комнатные, сандалеты, чувяки, мокасины, опанки.
| # А Б В Г Д Е Ё Ж З И К Л М Н О П Р С Т У Ф Х Ц Ч Ш Щ Э Ю Я |

## А
- Апрески (англ. Après-ski) — теплая обувь из синтетической кожи на поролоне из меха или войлока на толстой подошве, удобная для зимнего отдыха[2].

## Б
- Бабуши — турецкие туфли, калоши без задников, верхняя обувь, сверх мештей, на босовики. (Толковый словарь Даля В.И)[3]
- Балетки — классическая модель женских туфель на плоской подошве или с маленьким устойчивым каблуком[4].
- Балморалы — в XIX веке были популярными среди студентов Оксфордского университета, именно это и послужило возникновению второго, более популярного названия — оксфорды[5]. Мода среди студентов оказала на них своё влияние, они стали короткими и вместо разреза появилась шнуровка.
- Бахилы — сапоги из мягкой резины, с высокими голенищами. Предназначены для хождения по болоту, воде и т. п. Используются рыбаками, охотниками и др. Обычно прицепляются помочами к поясу.
- Берцы — военные ботинки.
- Боксёрки — спортивная обувь для боксёров.
- Босоножки[6] — вид женской обуви для тёплых времён года, который не полностью закрывает ступню и голеностопный сустав и который носится на босую ногу.
- Ботильоны — обувь, представляющая собой нечто среднее между полусапожками и туфлями с высоким, устойчивым каблуком и немного зауженным носком[7].
- Ботинки — обувь закрывающая ногу по щиколотку, обычно на шнуровке, молнии или пуговицах.
- Боты — теплая обувь сделана из резины или фетра, надеваемая поверх другой обуви в сырую или холодную погоду.
- Ботфорты — высокие сапоги, имеющие голенища с широким раструбом.
- Броги — перфорированные ботинки[5].
- Бурки — род валенок.
- Бутсы — специальная (обычно кожаная) обувь, предназначенная для игры в футбол. Главным отличием от обычной обуви является наличие шипов на подошве.[8]

- Бабуши
- Балетки
- Балморалы (оксфорды)
- Армейские берцы
- Ботфорты
- Броги
- Боты
- Бурки
- Бутсы Nike

## В
- Валенки — зимняя обувь, свалянная из шерсти.
- Варадзи — традиционные японские плетеные сандалии.
- Вибрамы — высокие ботинки, которые используют в альпинизме и горном туризме.
- Винклиперы — обувь с очень острым и длинным заостренным носком.
- Военные ботинки — высокие армейские ботинки на шнурках.
- Вьетнамки — летняя обувь в виде подошвы с ремешком между первым и вторым пальцами.

- Валенки
- Варадзи
- Вьетнамки

## Г
- Гриндерсы — высокие шнурованные ботинки военного типа, обувь большинства неформалов.
- Гилли — традиционные шотландские и ирландские кожаные ботинки
- Гэта — традиционные японские деревянные сандалии с высоким каблуком

## Д
- Дезерты — повседневные замшевые ботинки высотой до лодыжки с кожаной или резиновой подошвой и двумя-тремя парами отверстий для шнурка[9].

- Дерби — это туфли с открытым стилем шнуровки, когда она стягивает две боковины ботинка сверху[5].

- Деревянные башмаки

## И
- Ичиги — сапоги народов Средней Азии и Кавказа.

- Гилли
- Гэта
- Дерби
- Треску — шведские деревянные башмаки
- Ичиги

## К
- Калиги — военная плетеная обувь древних римлян.
- Калоши — непромокаемые (обычно резиновые) накладки на обувь.
- Кеды — спортивная обувь с высоким матерчатым верхом.
- Кеньги — сапоги из оленьих шкур.
- Кирзовые сапоги
- Кисы — сапоги северных народов.
- Ковбойские сапоги
- Котурны
- Кроссовки

- Калоши
- Кеды All Star
- Кеньги
- Кирзовые солдатские сапоги
- Ковбойские сапоги
- Кроссовки

## Л
- Лапти — обувь, сплетёная из лыка
- Лодочки — открытые дамские туфли без ремешков и застежек.
- Лоферы — ботинки без шнуровки и застежек, похожие формой на мокасины, но на каблуке[11].

## М
- Массы — сапоги из кожи на мягкой подошве, утепленные натуральным мехом, на которые надеваются резиновые калоши. Обувь Средней Азии.
- Мокасины — мягкая обувь с гибкой подошвой.
- Монки — классические туфли с пряжкой без шнуровки[5].
- Мери-Джейн — обувь с круглым носком и перепонкой.
- Мотоботы — специальная обувь для езды на мотоцикле. Чаще всего в виде высокого ботинка или сапога, снабженная пластиковыми или металлическими элементами защиты носка, голени и наружной части стопы (слайдера). Распространены модели со съемным элементами защиты, облегчающие ремонт после контакта об асфальт.
- Мюли — туфельки на низком каблуке, держащиеся на ногах за счет союзки, закрывающей пучковую часть стопы.

- Лапти
- Туфли-лодочки
- Лоферы
- Мокасины сиу
- Монки

## О
- Оксфорды — плоские мужские полуботинки с относительно низким подъёмом, закрытой шнуровкой, невысоким каблуком и нерезиновой подошвой.
- Олочи — обувь народов Севера.
- Опанаки или опанки — традиционная обувь южных славян.

## П
- Пантолеты — род легких шлёпанцев в виде подошвы, держащейся на пальцах ноги с помощью ремешков или ленты.
- Парусиновые туфли— туфли сделанные из парусины, обычно хлопчатобумажной ткани и прорезиновой подошвы.
- Пинетки — детские тапочки.
- Пимы — меховые сапоги.
- Полуботинки
- Полуброги — туфли с перфорированным носком[5].
- Полуделенки
- Полукеды — кеды с невысоким (до лодыжек) верхом
- Полусапоги
- Поршни, постолы — традиционная восточнославянская обувь, изготавливавшаяся из одного куска кожи.
- Пуанты — специальные балетные тапочки, в которых балерина танцует, опираясь на кончики пальцев ног.
- Пулены — туфли с длинными заостренными носками, были популярны в Европе в XIV—XV веках.

- Опанки
- Пинетки
- Поршни
- Пуанты
- Пулены

## Р
- Резиновые сапоги
- Румынки — женская зимняя обувь 60-70 гг.

## С
- Сабо
- Сандалеты — закрытая летняя лёгкая обувь, туфли или полуботинки[12], могут иметь перфорацию, вырезы, но обязаны иметь закрытые задник и переднюю часть (иначе это будут сандалии)[13][14][15].
- Сандалии — лёгкая обувь из подошвы, закрепляемой на ноге ремешками или верёвками.
- Сапоги
- Сланцы — разговорное название резиновых шлёпанцев.
- Слипперы
- Слипоны
- Сникеры высокая спортивная обувь на мягкой резиновой плоской подошве, с верхом из кожи или текстиля.

## Т
- Тапочки
- Топ-сайдеры — обувь, похожая на мокасины, чаще всего тяжелые и негибкие, спереди шнуруются через четыре дырки, по верхнему краю продет кожаный шнурок[11].
- Туфли
- Туфли-деленки

- Сабо
- Сандалии
- Сандалии
- Резиновые сапоги
- Тапки
- Топ-сайдеры
- Туфли женские
- Туфли мужские

## У
- Угги — сапоги с овчиной шерстью и замшевой поверхностью.
- Унты — сапоги для холодного климата.

## Ф
- Форсы — это народное название классических баскетбольных кроссовок от спортивного производителя Nike — Nike Air Force.

## Х
- Хай-топы — спортивная обувь, похожа на классические конверсы. Так же бывают зимние хай-топы, утепленные в середине.

## Ч
- Черевики
- Чешки — мягкая обувь балетного типа.
- Чувяки
- Челси — кожаные полусапоги на низком каблуке с эластичной резинкой-вставкой по бокам. Первоначально задумывались как обувь для верховой езды в британской армии. Веком позже — в 60-х годах XX века — приобрели популярность у молодёжи. Считаются мужской обувью, хотя сейчас выпускаются аналогичные модели для женщин
- Чирики (от тюркск. чарик) — казачья национальная низкая обувь из мягкой кожи с твердой подошвой.

## Ш
- Шиповки
- Шлёпанцы
- Штиблеты

## Э
- Эспадрильи — матерчатые тапочки на верёвочной подошве из натуральных материалов, традиционная испанская обувь.

## Я
- Яхтенные туфли

- Угги
- Инуитские унты
- Чешки
- Челси
- Шлёпанцы
- Штиблеты
- Эспадрильи